# Hammer (Löpten)
Hammer ist ein Wohnplatz des Ortsteils Löpten der Gemeinde Groß Köris im Landkreis Dahme-Spreewald in Brandenburg.

## Geographische Lage
Der Wohnplatz liegt nordöstlich des Ortsteils und östlich des Gemeindezentrums. Nördlich liegt der Ortsteil Streganz der Gemeinde Heidesee, westlich der Ortsteil Hermsdorf der Gemeinde Münchehofe, südwestlich Löpten und westlich der weitere Wohnplatz Löpten-Süd. Durch die Gemarkung führt im östlichen Teil in Nord-Süd-Richtung die Bundesstraße 179.

## Geschichte
Im Jahr 1700 bestand in der Nähe des Vorwerks Hammer ein Pechofen „mit etwas Acker des Pichers“, der „Plan“ genannt wurde. Das Gebiet gehörte zu dieser Zeit der Herrschaft Teupitz und damit den Schenken von Landsberg. Sie erlaubten den Eigentümern, nicht mehr als 16 Stück Rindvieh und zehn Schafe zu halten. 1717 gelangte der Wohnplatz in die Herrschaft Königs Wusterhausens. 1743 entstand auf der Gemarkung ein Forsthaus unweit der Meierei Hammer. Dies war auch gleichzeitig die erste urkundliche Erwähnung des Ortes Hammer. Das als „Schützen Hauß“ bezeichnete Gut schenkte Friedrich Wilhelm I. seinem Sohn August Wilhelm. Unter seiner Leitung entstand 1737 die Oberförsterei Hammer als Teil der Prinzlichen Kammer.
1801 wurde dieses Forsthaus erneut benannt. Mittlerweile war eine Schäferei hinzugekommen. Im Ort lebten vier Einlieger, es gab vier Feuerstellen (=Haushalte). 1840 berichtete die Statistik von der Oberförsterei Hammer sowie der Schäferei Klein Hammer; es gab zwei Wohnhäuser. 1858 entstand der Königlich Hammersche Forst mit der Kolonie Groß Hammer, der Kolonie Klein Hammer, dem Forsthaus Buchholz und dem Forsthaus Prieros. Der Gutseigentümer beschäftigte neun Knechte und Mägde sowie sieben Tagelöhner. Es gab zwei nebengewerbliche Landwirte und eine Besitzung, den königlichen Forst mit 35.814 Morgen. Eine weitere Besitzung war 194 Morgen groß, zwei weitere kamen zusammen auf 38 Morgen. Außerdem gab es vier Beamte. 1860 bestand die Oberförsterei mit der Kiensamendarre. Sie bestand aus drei Wohn- und zehn Wirtschaftsgebäuden. Es gab ein Chausseehaus, eine Schäferei und Wohnhaus Groß Hammer sowie im Anschluss an die Oberförsterei drei weitere Wohn- und vier Wirtschaftsgebäude.
1900 gab es in Hammer elf Häuser. 1929 wurde der Gutsbezirk Hammersche Forst aufgelöst. Einige Teile wurden in die Gemeinde Löpten, andere nach Klein Köris, Halbe und Gräfendorf eingegliedert. Die verbleibenden Flächen wurden mit Teilen aus dem Gutsbezirk Königs Wusterhausener Forst, Semmelei und Staakow zum Gutsbezirk Wusterhausener Heide. 1932 bestanden das Oberförstereigehöft sowie der Wohnplatz als zur Gemeinde Löpten gehörig.

## Bevölkerungsentwicklung
| Jahr      | 1772 | 1801 | 1840                | 1858                    | 1925 |
| Einwohner | 37   | 38   | 33 mit Klein Hammer | 23 und 15 (Groß Hammer) | 22   |